# Sony Interactive Entertainment
Sony Interactive Entertainment (SIE) (Tiếng Nhật: 株式会社ソニー・インタラクティブエンタテインメント) là một công ty chuyên trò chơi điện tử và giải trí kỹ thuật số đa quốc gia, là công ty con thuộc sở hữu của tập đoàn Sony Nhật Bản, đặt trụ sở tại San Mateo, California, Hoa Kỳ.
Công ty được thành lập vào ngày 16 tháng 11 năm 1993 tại Tokyo, Nhật Bản với tên Sony Computer Entertainment (SCE) để xử lý việc đầu tư của Sony trong phát triển trò chơi video thông qua thương hiệu PlayStation. Kể từ khi ra mắt thành công PlayStation đầu tiên vào năm 1994, công ty đã phát triển dòng sản phẩm máy chơi game và phụ kiện trò chơi PlayStation tại nhà. Mở rộng sang Bắc Mỹ và các quốc gia khác, công ty nhanh chóng trở thành nguồn lực chính của Sony để nghiên cứu và phát triển các trò chơi video và giải trí tương tác. Vào tháng 4 năm 2016, SCE và Sony Network Entertainment International đã được tái cấu trúc và tổ chức lại thành Sony Interactive Entertainment, thực hiện các hoạt động và mục tiêu chính từ cả hai công ty. Cùng năm đó, SIE chuyển trụ sở chính từ Tokyo đến San Mateo, California.
Sony Interactive Entertainment xử lý việc nghiên cứu và phát triển, sản xuất và bán cả phần cứng và phần mềm cho các hệ thống trò chơi video PlayStation. SIE cũng là nhà phát triển và phát hành các tựa game video và điều hành một số công ty con tại các thị trường lớn nhất của Sony: Bắc Mỹ, Châu Âu và Châu Á. Đến tháng 8 năm 2018, công ty đã bán được hơn 525 triệu máy chơi game PlayStation trên toàn thế giới.